# Here I Stand (chanson)
Pour l’article homonyme, voir Here I Stand.
Chansons représentant la Macédoine du Nord au Concours Eurovision de la chanson
You
(2020) Circles
(2022)
Here I Stand est une chanson du chanteur macédonien Vasil Garvanliev. La chanson représentera la Macédoine du Nord au Concours Eurovision de la chanson 2021, à Rotterdam, aux Pays-Bas, après avoir été sélectionnée en interne par le radiodiffuseur national MRT.

## Concours Eurovision de la chanson 2021
Here I Stand a été arrangé et produit par Garvanliev aux côtés des musiciens macédoniens Borche Kuzamovski et Davor Jordanovski.

### Sélection interne
Le 20 janvier 2021, la Radio Télévision macédonienne (MRT) a annoncé la participation de Vasil Garvanliev comme représentant du pays pour le Concours Eurovision de la chanson 2021.

### Polémiques autour du clip vidéo
En mars 2021, à la suite de la sortie du clip vidéo, une controverse éclate. Tourné à la Galerie nationale de Macédoine, on y aperçoit l'artiste interprétant sa chanson dans des galeries remplies d'œuvres d'art. Une séquence présente en arrière plan un triptyque de l'artiste Janeta Vangeli dont les couleurs évoque à certains celles du drapeau de la Bulgarie. En raison de la pression du public, la vidéo a finalement été éditée par Garvanliev,. La radio-télévision macédonienne a formé une commission spéciale pour décider si Garvanliev devrait se retirer du Concours Eurovision de la chanson. Le contexte du conflit est dû aux relations complexes entre la Bulgarie et la Macédoine du Nord, .
Sur cette affaire, Garvanliev a accordé une interview au journal macédonien Sloboden Pechat, dans laquelle il a déclaré que l'œuvre d'art de la vidéo « n'avait aucun lien délibéré avec le drapeau bulgare ». Garvaliev s'est adressé directement aux fans avec une vidéo publiée sur son compte Facebook : « Je suis un ambassadeur de la musique, et dans la musique il n'y a pas de religion, de politique, d'orientation, de race ou de couleur. Je n'avais absolument aucune intention de blesser qui que ce soit. Bien au contraire!" Ajoutant: "Je suis tellement fier de ce projet qui ne m'incarne pas seulement, mais mon pays et ma culture - des musiciens et des artistes en vedette dans la galerie. Je ne m'excuse pas d'être moi ... Cependant, si je blesse quelqu'un de quelque façon que ce soit, du fond du cœur ... je suis désolé. Pardonne-moi. »

### À l'Eurovision
Le 17 novembre 2020, il a été annoncé que la Macédoine du Nord se produirait dans la première moitié de la première demi-finale du concours.